# Capilla de la Virgen del Rosario (Tredós)
La capilla de la Virgen del Rosario (en occitano: capèla dera Vèrge deth Rosari) es una pequeña capilla románica situada en la entidad de Tredós, del municipio de Alto Arán, en la Valle de Arán. Ejerce de iglesia parroquial, con advocación a la Virgen del Rosario, y forma parte del Inventario del Patrimonio Arquitectónico de Cataluña.

## Descripción
Se trata de un pequeño edificio situado junto al puente de la Capilla o de Era Capèla, de planta rectangular orientada de este a oeste, y sin ábside. La pared de poniente da directamente a la roca de la montaña, y tiene un contrafuerte acabado con espadaña hacia el norte.
La puerta de acceso está situada en la pared de levante donde también hay un pequeño pequeño óculo —ventana circular— y, apenas traspasada la entrada, hay empotrada una base àtica de columna girada, a manera de pila de agua bendita. La cubierta es de madera a dos vertientes. Lo más destacado es el pequeño campanario, macizo, adosado al muro y acabado con una sencilla espadaña que contiene la campana.
En su interior se conserva el retablo barroco de nuestra Señora de Rosario, realizado en madera.